# Dolcissima Maria/Via Lumière
Dolcissima Maria/Via Lumière è un singolo del gruppo musicale italiano Premiata Forneria Marconi, l'unico estratto dal quarto album in studio L'isola di niente e pubblicato nel 1974.

## Tracce
Lato A
1. Dolcissima Maria – 4:08 (testo: Mauro Pagani – musica: Franco Mussida e Flavio Franco Premoli)

Lato B
1. Via Lumière – 7:23 (musica: Franco Mussida e Flavio Franco Premoli)